# NGC 3118
NGC 3118 (również PGC 29415 lub UGC 5452) – galaktyka spiralna (Sbc), znajdująca się w gwiazdozbiorze Małego Lwa. Odkrył ją Édouard Jean-Marie Stephan 16 marca 1884 roku.